# 경제 협력 협정
경제협력협정(經濟協力協定) 또는 경제 연대 협정(經濟連帶協定, EPA, Economic Partnership Agreement)은 상품의 관세인하, 비관세장벽 제거 등의 요소를 포함하면서 무역원활화 및 여타 협력분야 등에 중점을 두고 있는 협정이다.

## 일본의 현황
자유 무역 협정이 무역자유화를 위한 무역장벽의 제거에 초점을 맞추고 있는 반면에, EPA는 투자, 인적자원의 이동, 정부조달, 비즈니스환경의 정비, 국가간협력강화 등을 폭넓게 다루며, 체결국간 경제협력을 극대화하여 광범위한 분야에서의 경제공동체가 될 수 있도록 유도한다.
세계 여러나라 중에서도 특히 일본은 EPA의 형태로 경제통합을 실현하고 있으며, 이미 싱가포르, 멕시코, 필리핀, 태국 등과 EPA를 체결하였다. 다른 국가들과의 FTA도 서두르고 있으며, 최근에는 2004년 협상이 중단되었던 한-일 FTA를 EPA로 추진하자는 의견도 나오고 있다.